# Pedro Demetrio O'Higgins
Pedro Demetrio O'Higgins Puga (Concepción, 29 de junio de 1818-Lima, 24 de noviembre de  1868), fue un empresario y político chileno, hijo natural del Libertador General Bernardo O'Higgins y de la dama criolla Rosario Puga.

## Biografía
O'Higgins nunca lo reconoció oficialmente como su hijo, razón por la cual fue aludido como Demetrio Jara. La relación extramatrimonial de sus padres duraría hasta 1820, cuando O'Higgins discutió con Puga, no solo por su hijo Pedro Demetrio, sino porque además culpaba a su amante Bernardo de haber mandado asesinar a sus amigos de familia: los Hermanos Carrera y el guerrillero Manuel Rodríguez Erdoíza. Debido a esto, ella perdió la custodia de su hijo Pedro Demetrio y nunca más lo volvió a ver. En 1823 viajó a Perú junto a su padre, quien había sido exiliado de Chile, junto a su abuela paterna, Isabel Riquelme, su tía Rosa, su mitad-hermana Petronila Riquelme y la madre de ella, Patricia Rodríguez.
Pedro Demetrio repatrió a Chile los restos de su padre, desde el Cementerio de Lima, hasta un mausoleo de mármol que donó al Gobierno de Chile, que se ubicaba en el Cementerio General de Santiago, y que hoy se encuentra en la cripta subterránea  de la plaza de la Ciudadanía, en la Alameda que lleva el nombre del Libertador mencionado.
Se suicidó en la hacienda Montalbán en Lima, Perú, en 1868, por ingesta de veneno producto de una ruptura amorosa.
Sus restos descansan en el cementerio municipal de Cañete, donde actualmente viven la mayor parte de sus descendientes.